# FastTV
FastTV var en svensk TV-distributör, verksam i Sverige, Norge och Danmark, som använde IPTV-teknik.
Efter stora ekonomiska problem meddelade bolaget den 11 maj 2010 att verksamheten skulle läggas ned och kunderna överföras till andra operatörer. 21 maj 2010 försattes bolaget i konkurs.